# Шеель, Милдред
Ми́лдред Ше́ель (нем. Mildred Scheel, урожд. Милдред Вирц (Mildred Wirtz); 31 декабря 1932 или 31 декабря 1931, Кёльн — 13 мая 1985, Кёльн) — немецкий врач, основательница Немецкого фонда помощи больным раком. Как супруга федерального президента ФРГ Вальтера Шееля вела большую социальную и общественную работу, став одной из самых известных немецких женщин послевоенного времени и заслужила мировое признание своих заслуг.

## Биография
Милдред Шеель — третий ребёнок в семье врача-рентгенолога и его супруги-американки. Ещё ребёнком Милдред заинтересовалась медициной и часто бывала в кабинете у отца. В 1944 году семья Вирцев покинула разрушенный Кёльн и обосновалась в Амберге.
Получив аттестат зрелости в 1950 году, Милдред изучала медицину в Мюнхенском университете, в Инсбруке и Регенсбурге, сдала государственный экзамен в Мюнхене и получила должность медицинского ассистента по радиологии. Впоследствии работала в нескольких больницах. В 1963 году у Милдред родилась дочь Корнелия.
В 1967 году на работе в санатории Милдред познакомилась со своим будущим мужем, политиком из Свободной демократической партии Вальтером Шеелем. Шеель в санатории восстанавливался после операции на почке. Милдред Вирц и Вальтер Шеель поженились 18 июля 1969 года в Мюнхене и вскоре переехали в Бонн, где Шеель в октябре того же года был назначен министром иностранных дел ФРГ. У супругов Шеель родилась общая дочь, они также усыновили ребёнка из Боливии.
После избрания Вальтера Шееля федеральным президентом ФРГ 15 мая 1974 года для Милдред Шеель начался новый этап жизни, полный обязанностей в общественной жизни. В соответствии с традициями, заложенными Элли Хойс-Кнапп и Вильгельминой Любке, доктор Милдред Шеель поставила перед собой задачи в области социального обеспечения и политики в области здравоохранения — борьбой с раковыми заболеваниями. 25 сентября 1974 года Милдред Шеель основала Немецкий фонд помощи больным раком и с большим энтузиазмом занималась сбором средств даже во время государственных визитов. Милдред Шеель нарушила табу и стала открыто и свободно говорить о раке в целом и раке матки и предстательной железы в частности. Ей также удалось быстро привлечь на свою сторону медицинское сообщество. Милдред Шеель организовывала первые научные съезды врачей с участием экспертов в области лечения раковых заболеваний из Европы, США и Азии.
Через десять лет после основания Немецкого фонда помощи больным раком это заболевание было диагностировано ей самой, и Милдред Шеель умерла от рака в 1985 году. Могила Милдред Шеель находится на Старом кладбище в Бонне.